# Кристиан II (Саксония-Мерзебург)
Кристиан II фон Саксония-Мерзебург (на немски: Christian II von Sachsen-Merseburg; * 19 ноември 1653, Мерзебург; † 20 октомври 1694, Мерзебург) от рода на Албертинските Ветини, е херцог на Саксония-Мерзебург (1691 – 1694).

## Живот
Той е вторият син на херцог Кристиан I (1615 – 1691) и съпругата му Кристиана фон Шлезвиг-Холщайн-Зондербург-Глюксбург (1634 – 1701), дъщеря на Филип, херцог на Шлезвиг-Холщайн-Зондербург-Глюксбург и съпругата му София Хедвига фон Саксония-Лауенбург.
След смъртта на по-големия му брат Йохан Георг през 1654 г. Кристиан II става наследствен принц на Саксония-Мерзебург и на 37 години се възкачва на трона след смъртта на баща му на 18 октомври 1691 г.

## Фамилия
Кристиан II се жени на 14 октомври 1679 г.в дворец Морицбург в Цайц за Ердмута Доротея (1661 – 1720), дъщеря на херцог Мориц фон Саксония-Цайц и втората му съпруга Доротея Мария фон Саксония-Ваймар. Те имат децата:
- Кристиан III Мориц (1680 – 1694), херцог на Саксония-Мерзебург
- Йохан Вилхелм (1681 – 1685)
- Кристина Елеанора Доротея (1682 – 1693)
- Август Фридрих (1684 – 1685)
- Филип Лудвиг (1686 – 1688)
- Мориц Вилхелм (1688 – 1731), херцог на Саксония-Мерзебург
- Фридрих Ердман (1691 – 1714)